# Hanbok
Hanbok (korejsko 한복; handža: 韓服; dobesedno 'korejska obleka') je tradicionalno oblačilo Korejcev. Izraz hanbok uporabljajo predvsem Južni Korejci; Severni Korejci oblačila imenujejo chosŏnot (조선옷; dobesedno korejska oblačila). Oblačila nosijo tudi v korejski diaspori. Korjo-saram – etnični Korejci, ki živijo v deželah nekdanje Sovjetske zveze – so prav tako ohranili tradicijo hanboka.
Korejci nosijo hanbok že od antike. Najzgodnejše vizualne upodobitve hanboka segajo v obdobje Treh kraljestev Koreje (57 pr. n. št. do 668 n. št.), s koreninami v protokorejskem ljudstvu današnje severne Koreje in Mandžurije. Oblačila so upodobljena tudi na nagrobnih poslikavah iz obdobja Gogurjo (4. do 6. stoletje n. št.), osnovna struktura hanboka pa je bila vzpostavljena najkasneje od tega obdobja. Starodavni hanbok je bil sestavljen iz džogori (vrha), badži (hlač), čima (krila) in po (plašča). Osnovna struktura hanboka je bila razvita za lažje gibanje; vključevala je številne motive muizma (korejski šamanizem).
Tisočletja je bil hanbok, ki so ga nosili ljudje, čisto bel brez okraskov. Bolj okrašen hanbok je bil običajno rezerviran za posebne priložnosti, kot so poroke. Bela barva je veljala za čisto. V nekaterih obdobjih je bilo navadnim ljudem (seomin) celo prepovedano redno nositi pisan hanbok. Po drugi strani pa je bil v obdobju dinastije Čoson in japonsko okupacijo Koreje med letoma 1910 in 1945 poskus prepovedi belih oblačil in spodbujanja nebeljenih barvanih oblačil, ki je na koncu propadel.
Sodobni hanboki so običajno oblikovani po vzoru hanbokov, ki so jih nosili v obdobju Čoson, zlasti tisti, ki so jih nosili plemstvo in kraljeva družina. Med Južno Korejo, Severno Korejo in Korejci na Kitajskem obstajajo nekatere regionalne razlike v oblikovanju hanbokov zaradi relativne medsebojne izolacije, ki so jo te skupine doživele konec 20. stoletja. Kljub temu so se modeli od 1990-ih ponovno nekoliko zbližali, zlasti zaradi povečane kulturne in gospodarske izmenjave po kitajski gospodarski reformi od leta 1978 naprej. Danes sodobni Korejci nosijo hanbok za formalne ali polformalne priložnosti ter za dogodke, kot so poroke, festivali, praznovanja in slovesnosti. Leta 1996 je južnokorejsko ministrstvo za kulturo, šport in turizem razglasilo dan hanboka, da bi spodbudilo južnokorejske državljane k nošenju hanboka.

## Etimologija
Izraz hanbok se je pojavil relativno nedavno in je povezan z zgodovinskim kontekstom, v katerem se je pojavil. Izraz se je pojavil v poznem obdobju Čoson, ko sta se Japonski imperij in druge zahodne države potegovali za to, da bi Korejo podredili svoji sferi vpliva. Prva znana uporaba izraza je v dokumentu iz leta 1881 iz poznega obdobja Čoson z naslovom Chŏngch'iilgi (《정치일기》). Tam se hanbok uporablja za razlikovanje korejskih oblačil od oblačil japonskega in zahodnega sloga. Hanbok je bil ponovno uporabljen v dokumentu iz leta 1895 za razlikovanje med korejskimi in japonskimi oblačili. Ti dve uporabi sta pred popularizacijo uporabe znaka handža Han (Handža: 韓) v Korejskem imperiju za opis korejskega ljudstva.
Od leta 1900 so korejski časopisi začeli uporabljati znak handža Han v besedah, ki so opisovale korejska oblačila, kot so Han'gugŭibok (한국의복), Han'gugjebok (한국예복) in Tehanjŏbok (대한녀복). Hanbok je bil uporabljen v časopisnem članku iz leta 1905 za opis oblačil ene od pravičnih vojsk. Hkrati so se uporabljale tudi druge besede s podobnim pomenom, kot sta uri-ot (우리옷) in čosŏn-ot (조선옷).
Od delitve Koreje je Južna Koreja raje uporabljala izraz hanbok, Severna Koreja pa izraz čosŏn-ot. To odraža splošni trend, da je Južna Koreja raje uporabljala izraz Han, Severna Koreja pa izraz Čosŏn.

## Sestavni deli in dizajn
- Diagram anatomije hanboka
- 1. hvadžang
- 2. gode
- 3. some buri
- 4. some
- 5. gorum
- 6. u
- 7. dorjon
- 8, 11. džindong
- 9. gil
- 10. bere
- 12. git
- 13. dongdžong

Za ženske je tradicionalni hanbok sestavljen iz džogorija (vrha) in čime (krila). Komplet je pogosto znan kot čima džogori. Za moške je hanbok sestavljen iz džogorija in ohlapnih badži (hlač).
Poleg tega kompleta so na voljo tudi različni telovniki, jakne in plašči. Za ženske so na voljo džangsam, dansam, vonsam in drugi. Za moške so to durumagi, dopo, danrjong-ui, Džong-čimak, sočang-ui, dečang-ui itd.

### Džogori
Džogori (저고리) je osnovno zgornje oblačilo hanboka, ki ga nosijo tako moški kot ženske. Pokriva roke in zgornji del telesa uporabnika.
Obstajajo različni slogi in vrste džogorijev, ki se razlikujejo po tkanini, tehniki šivanja in obliki. Osnovna oblika je sestavljena iz gil, git, dongdžong, gorum in rokavov. Gil (길) je večji del oblačila na sprednji in zadnji strani, git (깃) pa je trak blaga, ki obroblja ovratnik. Dongdžong (동정) je odstranljiv bel ovratnik, nameščen čez konec gita in je običajno kvadratnega oblika. Gorum (고름) so vrvice iz blaga, ki vežejo džogori. Ženski džogori imajo lahko kutdong (끝동), manšeto različnih barv, nameščeno na koncu rokavov. Sodobni džogori so trenutno oblikovani v različnih dolžinah.

#### Gorum
Gorum (고름) se nanaša na vrvice, ki spenjajo oblačila skupaj.
Tradicionalno obstaja veliko vrst gorumov. Gorum iz blaga se je potencialno uporabljal že od Godžosona. Prvotno so bili praktični, a pogosto dekorativni. Sila je imela predpise glede vrst Dae (pasov) in dekorativnega goruma za vsak Golpom. Južni deli Koreje, vključno s Silo, so imeli na sprednji strani vratu pisan gorum, kar je vplivalo na kulturo Jajoi. Deli sloga Gogurjo so imeli okoli pasu zanko iz blaga gorum z dekorativnim trakom ob strani, kot pas. Na splošno so se tanke in kratke uporabljale na notranji strani, bolj dekorativne, barvite pa na zunanji. Ker je bila zgodnja oblika džogorija običajno ovita spredaj, je bil zunanji gorum nameščen na strani uporabnika, pod pazduho. Od dinastije Čoson se je gorum počasi premaknil na sprednji del džogorija. V 20. stoletju je gorum postal splošno znan kot dolgi in široki okrasni trakovi na sprednji strani džogorija in je bil skovan Ot-gorum.

#### Danču
Danču (gumbi) se lahko uporabljajo tudi kot alternativa gorumu.
Obstaja veliko vrst dančujev. En primer je medeup-danču, ki se je pogosto uporabljal za držanje simetričnih ovratnikov skupaj spredaj in se je uporabljal za praktično uporabo na vojaških in dvornih uniformah. Imajo dolge vodoravne črte na obeh straneh kot mandžurski gumbi ali pa so videti kot žoga in laso. Magodža-danču so pogosto veliki okrasni gumbi iz kovine, dragih kamnov ali kamnov, običajno na džokiju (telovniku).

### Čima
Čima (치마) se nanaša na 'krilo' in se v jeziku handža imenuje tudi sang (裳) ali gun (裙). Spodnje krilo ali plast krila se imenuje sokčima. Čima-malgi je pas, ki obroblja zgornji del čime. Čima je bila običajno narejena iz pravokotnih plošč, ki so bile nagubane ali zbrane v čili-malgi (pas). Ta pas je imel tudi vrvice gorum za pritrditev krila okoli telesa. Od obdobja Gogurjo do Čoson je bila čima progasta, nagubana, krpana in prepletena.
Sokčima je bila večinoma izdelana na tradicionalen način do začetka 20. stoletja, ko so ji dodali naramnice, kasneje pa se je razvila v steznik brez rokavov ali 'preoblikovan' krilo, imenovan okehoričima. Do sredine 20. stoletja so nekateri zunanji čima dobili tudi steznik brez rokavov, ki so ga nato pokrivali džogori.

### Badži
Badži (바지) se nanaša na spodnji del moškega hanboka. V korejščini je to izraz za 'hlače'. V primerjavi s hlačami zahodnega sloga se baji ne prilega tesno. Prostorna oblika je namenjena temu, da so oblačila idealna za sedenje na tleh in etničnemu slogu, ki sega v obdobje Treh kraljestev. Funkcionira kot sodobne hlače in izraz baji se v Koreji pogosto uporablja za vse vrste hlač.
Badži-malgi je pas badži, ki ima dolgo vrvico goruma.
Badži so lahko nepodložene hlače, usnjene hlače, svilene hlače ali bombažne hlače, odvisno od sloga oblačenja, načina šivanja, vezenja in tako naprej.

### Sokgot
Sokgot (속옷) je skupni samostalnik za različne vrste tradicionalnega korejskega spodnjega perila. Nosili so ga kot del hanboka pred uvozom spodnjega perila zahodnega sloga. Ženske so običajno nosile več plasti spodnjega perila, več plasti kot so imele, bogatejše so bile. Spodnje perilo je veljalo za zelo pomembno, zato se je zgodilo, da sta bila kakovost in material spodnjega perila boljša od kakovosti in materiala vidnih zunanjih plasti.

### Dot-ot
Dot-ot se nanaša na kategorijo zunanjih plasti, ki se nosijo čez džogori. Obstaja še veliko drugih različic, razen tistih, ki so navedene tukaj.

#### Po
Po (포; 袍) je splošen izraz, ki se nanaša na zunanjo haljo ali plašč. Obstajata dve splošni vrsti po, korejski tip in kitajski tip. Korejski tip je pogost slog iz obdobja Treh kraljestev Koreje in se uporablja tudi v današnjem času. Kitajski tip je sestavljen iz različnih vrst po iz celinske Kitajske.
Durumagi je vrsta po, ki se je nosila za zaščito pred mrazom. Pogosto se je nosila kot zunanja halja čez džogori in baji. Imenuje se tudi džumagui, džučui ali džui.

#### Banbi
Banbi (반비; 半臂, dobesedno 'pol rokav') je vrsta hanfuja, ki izvira iz dinastije Tang. Banbi se nanaša na različna oblačila s kratkimi rokavi, ki se nosijo čez notranja oblačila, običajno Juanling pao (kitajščina: 圓領袍, 'ogrinjalo z okroglim ovratnikom'). Številne zunanje banbije s pol rokavi lahko vidimo na starodavnih slikah, freskah in kipih iz obdobja Tang.

#### Bigap
Zgornje oblačilo brez rokavov, ki izhaja iz mongolskih oblačil, ki so se nosila v obdobju Gorjo.

#### Bedža in kvedža
Bedža se nanaša na zgornja oblačila brez rokavov, ki se nosijo čez notranja oblačila. Lahko so različnih dolžin, od kratkih do dolgih. Kvedža je zamenljiv z bedža, vendar se kvedža pogosto nanaša na moška oblačila.

#### Dapho
Dapho (도포; 道袍) je moško vrhnje oblačilo s kratkimi rokavi, pogosto del vojaške ali uradne uniforme.

#### Džoki
Džoki (조끼) je vrsta telovnika, medtem ko je magodža zunanja jakna. Džoki je nastal okoli pozne dinastije Čoson, ko je na Korejo začela vplivati zahodna kultura.

#### Magodža
Magodža (마고자) nima gita, traku blaga, ki obroblja ovratnik. Moška magodža ima včasih sop (섶, prekrivajoči se steber na sprednji strani) in je daljša od ženske magodže, z obema stranema odprtima spodaj. Magodža je lahko izdelana iz svile in pogosto okrašena z danču, ki je običajno izdelan iz jantarja. Pri moških magodžah so gumbi pritrjeni na desno stran, v nasprotju z levimi kot pri ženskih magodžah.
V Korejo so jih uvedli po tem, ko se je Hungson Devongun, oče kralja Godžonga, leta 1887 vrnil iz političnega izgnanstva v Tiandžinu. Magodže z dolgimi rokavi so nastale iz magve, ki jih je nosil v izgnanstvu zaradi tamkajšnjega hladnega podnebja. Zaradi svoje topline in enostavnosti nošenja so magodže v Koreji postale priljubljene. Imenujejo jih tudi dot džogori (dobesedno 'zunanji džogori') ali magve.

## Tuji vplivi v oblikovanju
Oblačila korejskih vladarjev in aristokratov po letu 7 n. št. so bila pod vplivom tako tujih kot domačih stilov, vključno s pomembnimi vplivi različnih kitajskih dinastij, kar je povzročilo, da so nekateri slogi oblačil, kot je simui iz dinastije Song, gvanbok (관복 ali 단령), ki so ga nosili moški uradniki, na splošno prevzeti iz in/ali pod vplivom dvornega sistema oblačil dinastij Tang, Song, in Ming, dvorna oblačila dvornih žensk in kraljevskih žensk pa so bila prilagojena oblačilnemu slogu dinastij Tang in Ming.[57][58] Čolick, ki izvira iz Mongolije, je bil v Koreji v 15. stoletju opisan kot darilo dinastije Ming ali kot vojaška uniforma.
Kulturna izmenjava je bila tudi dvostranska in hanbok Gorjo je imel kulturni vpliv na nekatera oblačila dinastije Juan, ki so jih nosili pripadniki višjega razreda (tj. oblačila mongolskih kraljevih žensk[60] in na cesarskem dvoru Juan). Navadni ljudje so bili manj pod vplivom teh tujih modnih trendov in so večinoma nosili slog avtohtonih oblačil, ki se je razlikoval od oblačil višjih razredov.

## Oblikovanje in družbeni položaj
Izbira hanboka lahko prav tako kaže na družbeni položaj. Svetle barve so na primer običajno nosili otroci in dekleta, umirjene odtenke pa moški in ženske srednjih let. Neporočene ženske so pogosto nosile rumeno džogori in rdečo čimo, medtem ko so matrone nosile zeleno in rdečo, ženske s sinovi pa so nosile mornarsko modro. Višji razredi so nosili različne barve. Nasprotno pa so morali navadni ljudje nositi belo, ob posebnih priložnostih pa so se oblačili v odtenke bledo roza, svetlo zelene, sive in ogljeno rjave.
Tudi material hanboka je kazal na status. Višji sloji so se v toplejših mesecih oblačili v hanbok iz gosto tkane ramije ali drugih visokokakovostnih lahkih materialov, preostanek leta pa iz enobarvne in vzorčaste svile. Navadni ljudje so bili v nasprotju s tem omejeni na bombaž. Na hanbok so bili vezeni vzorci, ki so predstavljali želje tistega, ki ga je nosil. Potonike na poročni obleki so predstavljale željo po časti in bogastvu. Lotosovi cvetovi so simbolizirali upanje na plemstvo, netopirji in granatna jabolka pa željo po otrocih. Zmaji, feniksi, žerjavi in tigri so bili namenjeni le kraljevim družinam in visokim uradnikom.
Poleg tega so bile za uradnike in šamane izdelane posebne različice.

## Sodobna uporaba
Hanbok je bil predstavljen v mednarodni visoki modi; na modni pisti leta 2015, ko je Karl Lagerfeld oblekel korejske modele za Chanel, in med pariškim tednom mode, kjer ga je fotografiral Phil Oh. Nosile so ga tudi mednarodne zvezdnice, kot sta Britney Spears in Jessica Alba, ter športniki, kot sta teniška igralka Venus Williams in nogometaš Hines Ward.
Hanbok je priljubljen tudi med azijsko-ameriškimi zvezdniki, kot sta Lisa Ling in miss Azije 2014, Eriko Lee Katayama. Nastopil je tudi na rdeči preprogi, nosila pa ga je Sandra Oh na podelitvi nagrad SAG in mama Sandre Oh, ki se je leta 2018 zapisala v modno zgodovino, ko je na podelitvi nagrad Emmy nosila hanbok.

### Južna Koreja
Južnokorejska vlada je podprla ponovno zanimanje za hanbok s sponzoriranjem modnih oblikovalcev. V domači državi je hanbok postal moden v ulični modi in glasbenih videospotih. Nosili so ga ugledni K-pop izvajalci, kot sta Blackpink in BTS, zlasti v svojih glasbenih videospotih za How You Like That in Idol.
V Seulu turisti, ki nosijo hanbok, lahko brezplačno obiščejo pet velikih palač (Palača Čangdokgung, Čangjongung, Doksugung, Gjongbokgung in Gjonghuigung).
V Pusanu je APEC Južna Koreja 2005 zagotovila hanbok delegatom 21 gospodarstev članic Azijsko-pacifiškega gospodarskega sodelovanja.

### Severna Koreja
- Ženske v čosŏnotu, 2017
- Mladoporočena nevesta v čosŏnotu
- Univerzitetne študentke v uniformi čosŏnot, Pjongjang
- Deklice v chima-jeogori, Pjongjang

Hanbok se nosi tudi v današnji Severni Koreji, kjer je znan kot čosŏnot (조선옷; 朝鮮옷). Čosŏnot tako poudarja identiteto korejske etnične skupine in je bil aktivneje promoviran pod vladavino Kim Džong Una. Čosŏnot se trenutno običajno nosi ob posebnih priložnostih, npr. porokah, in ko Severni Korejci praznujejo 60., 70. in 80. rojstni dan svojih staršev. Prav tako je obvezno, da ženske nosijo čosŏnot, ko se udeležujejo nacionalnih dogodkov, kot so rojstni dan Kim Džong Ila (16. februar), mednarodni dan žena (8. marec), rojstni dan Kim Il Sunga (15. april) in dan ustanovitve (9. september). Pogosto se uporablja bel hanbok, saj je bela barva tradicionalno priljubljena med Korejci kot simbol čistega duha.
Čima-džogori ostaja oblačilo žensk, vključno s študentkami, ki ga morajo nositi kot del svojih univerzitetnih šolskih uniform. Uniforma študentk je črno-bela čima-džogori od začetka do sredine 2000-ih. Čima je pogosto dolga približno 30 cm od tal zaradi praktičnih razlogov, da se olajša gibanje in da se zagotovi, da jo ženske lahko nosijo med svojim vsakodnevnim delovnim dnem z lahkoto in udobjem; To skrajšanje dolžine krila daje tudi občutek sodobnega sloga.
Vzorci čosŏnot imajo tudi poseben pomen, ki jim ga dajejo Severni Korejci. Na splošno imajo mladi v Severni Koreji radi cvetlične potiske in svetle barve, medtem ko starejše generacije dajejo prednost preprostim slogom oblačil in enobarvnim oblačilom. Za čima-džogori v Severni Koreji je včasih značilna uporaba cvetličnih vzorcev, ki so pogosto dodani rokavom čogorija in čimi. Azaleje so v Jongbjonu še posebej priljubljene zaradi njihove povezave s čustveno pesmijo Azaleje (《진달래꽃》) Kim So-wol. Moški občasno nosijo čosŏnot.
Vendar so čosŏnoti običajno dražji od običajnih oblačil, ljudje, ki si jih ne morejo privoščiti, pa si jih lahko izposodijo; Nekatere so na voljo za 20 ameriških dolarjev, medtem ko so čosŏnoti, izdelani na Kitajskem z južnokorejskimi vzorci in tkaninami, dražji in lahko stanejo približno 3000 ameriških dolarjev. Sredi leta 2010 je prišlo tudi do povečane priljubljenosti otrok, ki so se oblačili v čosŏnote s strani staršev.
Običaj korejske noše je Severna Koreja leta 2024 vpisala na Unescov reprezentativni seznam nesnovne kulturne dediščine.